# 조건제시법

{\displaystyle \{a~|~a\in \mathbf {Z} ~{\text{and}}~\exists p\in \mathbf {Z} ~(a=2p)\}}

조건제시법(條件提示法, set-builder notation)은 집합론과 그것을 적용시킨 수학, 논리학, 전산학에서 집합에 포함되는 원소들의 공통된 성질(조건)을 서술(제시)함으로써 집합을 나타내는 표기법이다.

## 예시
{원소|원소의 특성}으로 표시한다. 집합 A = {3,4,5}에 조건제시법을 적용하면, {{\displaystyle n}|{\displaystyle n}은 자연수, 3≤{\displaystyle n}≤5} 등으로 표기할 수 있다.